# Aculepeira luosangensis
Aculepeira luosangensis är en spindelart som beskrevs av Yin et al. 1990. Aculepeira luosangensis ingår i släktet Aculepeira och familjen hjulspindlar. Inga underarter finns listade i Catalogue of Life.